# خط طول 160° غرب
خط طول 160° غرب هو أحد خطوط الطول الجغرافية، والتي تمتد من القطب الشمالي الجغرافي إلى القطب الجنوبي الجغرافي، وحسب التحويل الزمني يتأخر خط طول 160° غرب عن خط غرينتش بـ10 ساعة و40 دقيقة.

## من القطب إلى القطب
ينطلق خط طول 160° غرب من القطب الشمالي نحو القطب الجنوبي مرورا بالمناطق التي ترد في الجدول التالي:
| الإحداثيات                           | البلد أو الإقليم أو البحر | ملاحظات |
| ------------------------------------ | ------------------------- | --- |
| 90°0′N 160°0′W / 90.000°N 160.000°W  | المحيط المتجمد الشمالي    | |
| 71°34′N 160°0′W / 71.567°N 160.000°W | بحر تشوكشي                | |
| 70°40′N 160°0′W / 70.667°N 160.000°W | الولايات المتحدة          | ألاسكا |
| 58°53′N 160°0′W / 58.883°N 160.000°W | بحر بيرنغ                 | Bristol Bay |
| 56°29′N 160°0′W / 56.483°N 160.000°W | الولايات المتحدة          | ألاسكا — شبه جزيرة ألاسكا |
| 55°48′N 160°0′W / 55.800°N 160.000°W | المحيط الهادئ             | مرورا بشرق Karpa Island, ألاسكا, الولايات المتحدة (في 55°31′N 160°1′W / 55.517°N 160.017°W) · مرورا بشرق Andronica Island, ألاسكا, الولايات المتحدة (في 55°19′N 160°1′W / 55.317°N 160.017°W) |
| 55°12′N 160°0′W / 55.200°N 160.000°W | الولايات المتحدة          | ألاسكا — Nagai Island |
| 55°2′N 160°0′W / 55.033°N 160.000°W  | المحيط الهادئ             | مرورا بغرب the جزيرة كاواي, هاواي, الولايات المتحدة (في 22°1′N 159°48′W / 22.017°N 159.800°W) · مرورا بشرق the جزيرة Niihau, هاواي, الولايات المتحدة (في 21°59′N 160°3′W / 21.983°N 160.050°W) · مرورا بشرق جزيرة جارفيس, جزر الولايات المتحدة الصغيرة النائية (في 0°23′S 160°1′W / 0.383°S 160.017°W) · مرورا بغرب أيتوتاكي island, جزر كوك (في 18°54′S 159°50′W / 18.900°S 159.833°W) · مرورا بغرب راروتونغا island, جزر كوك (في 21°12′S 159°49′W / 21.200°S 159.817°W) |
| 60°0′S 160°0′W / 60.000°S 160.000°W  | المحيط الجنوبي            | |
| 77°59′S 160°0′W / 77.983°S 160.000°W | القارة القطبية الجنوبية   | منطقة روس, المطالب الإقليمية بالقارة القطبية الجنوبية by نيوزيلندا |